# Gare de Sawara
La gare de Sawara (佐原駅, Sawara-eki) est une gare ferroviaire japonaise située dans la ville de Katori dans la préfecture de Chiba. Elle est gérée par la East Japan Railway Company (JR East).

## Situation ferroviaire
La gare de Sawara est située au point kilométrique (PK) 40,0 de la ligne Narita.

## Histoire
La gare a été inaugurée le 3 février 1898.

## Services aux voyageurs

### Accès et accueil
La gare dispose d'un bâtiment voyageurs, avec guichet, ouvert tous les jours.

### Desserte
- Ligne Kashima :
  - voies 0 à 3 : direction Kashima-Jingū
- Ligne Narita :
  - voies 1 à 3 : direction Narita et Chiba ou direction Chōshi